# 香港日本人學校

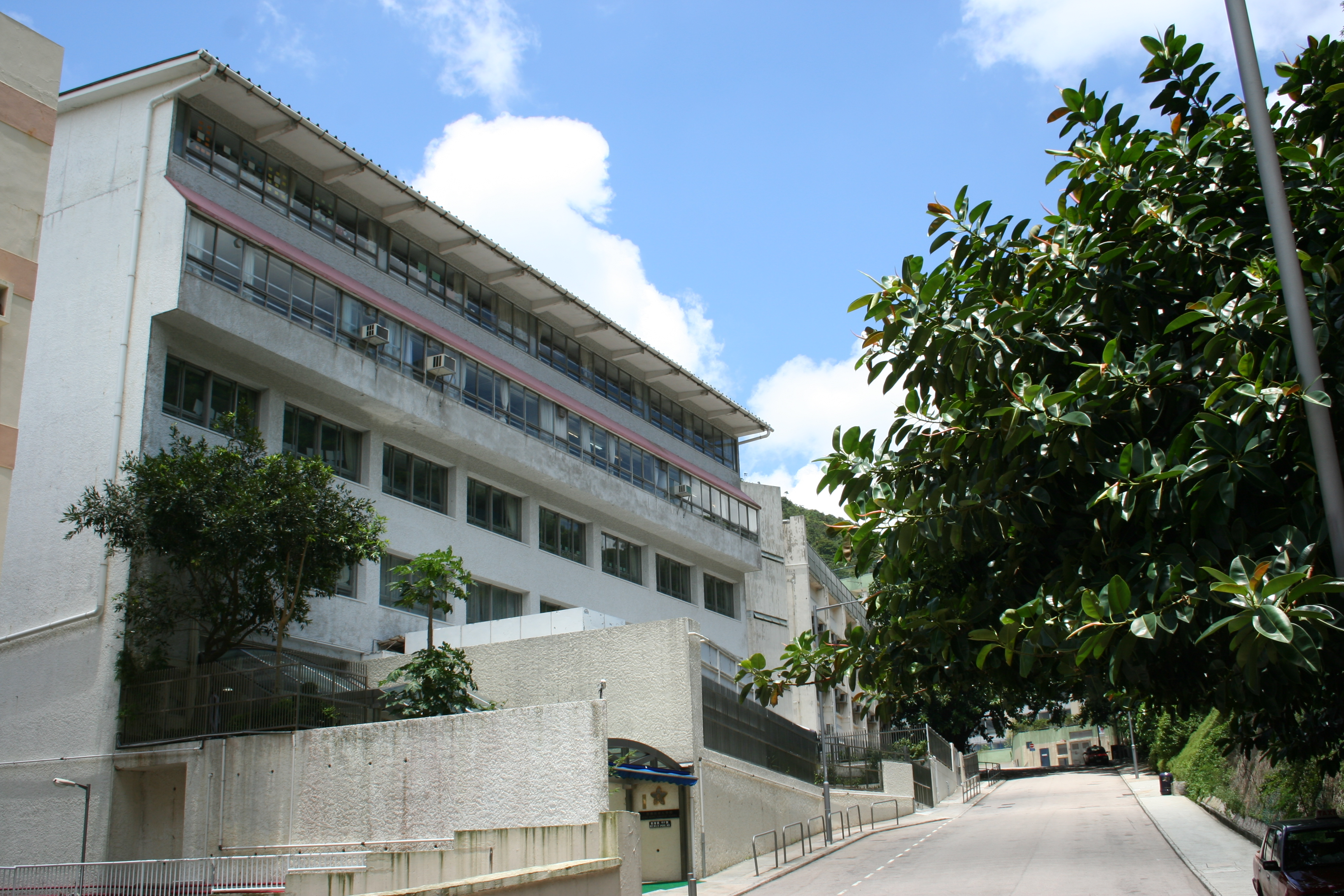
翻新前的香港校小學部正面（2006年）

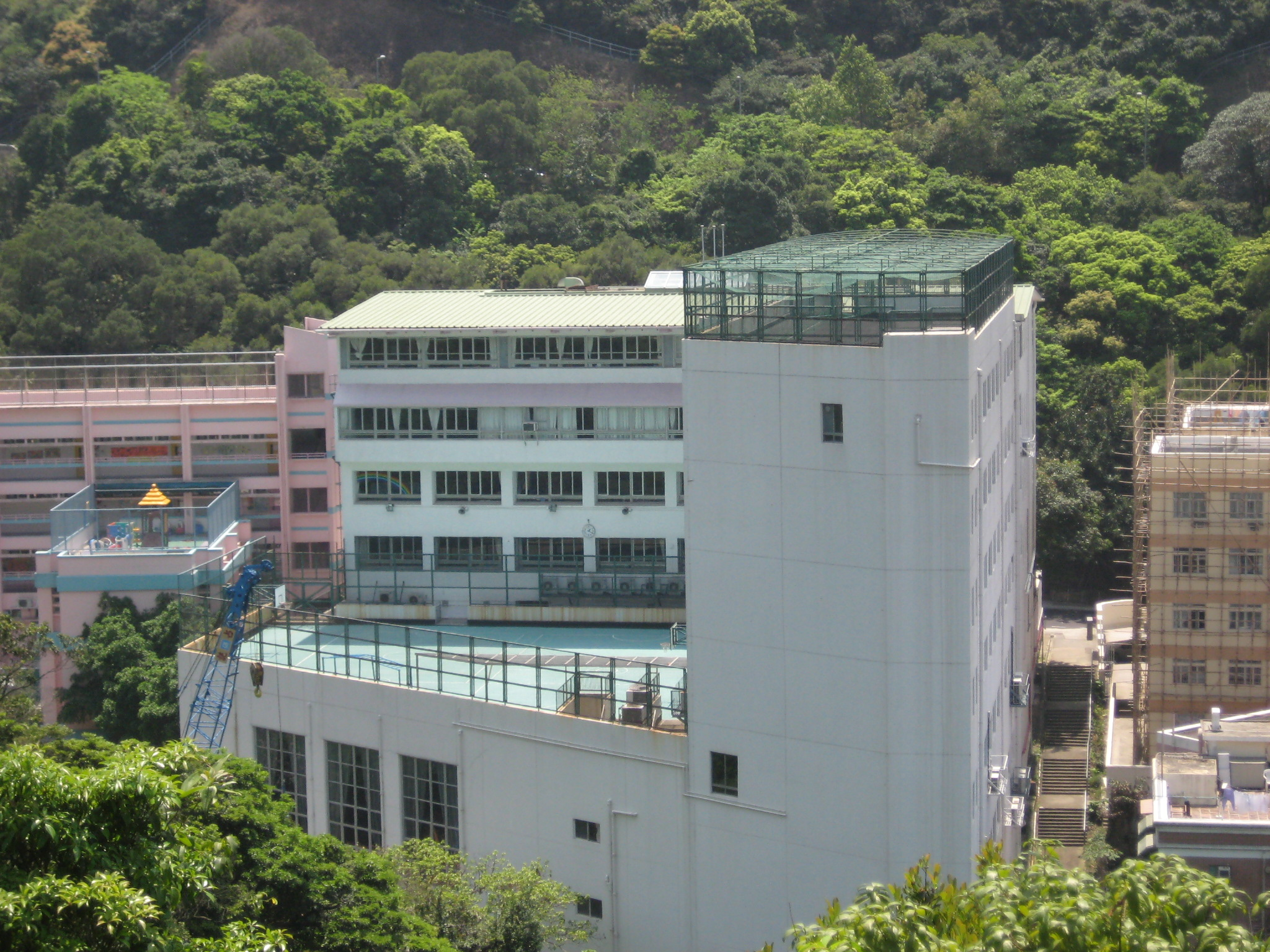
香港校小學部背面

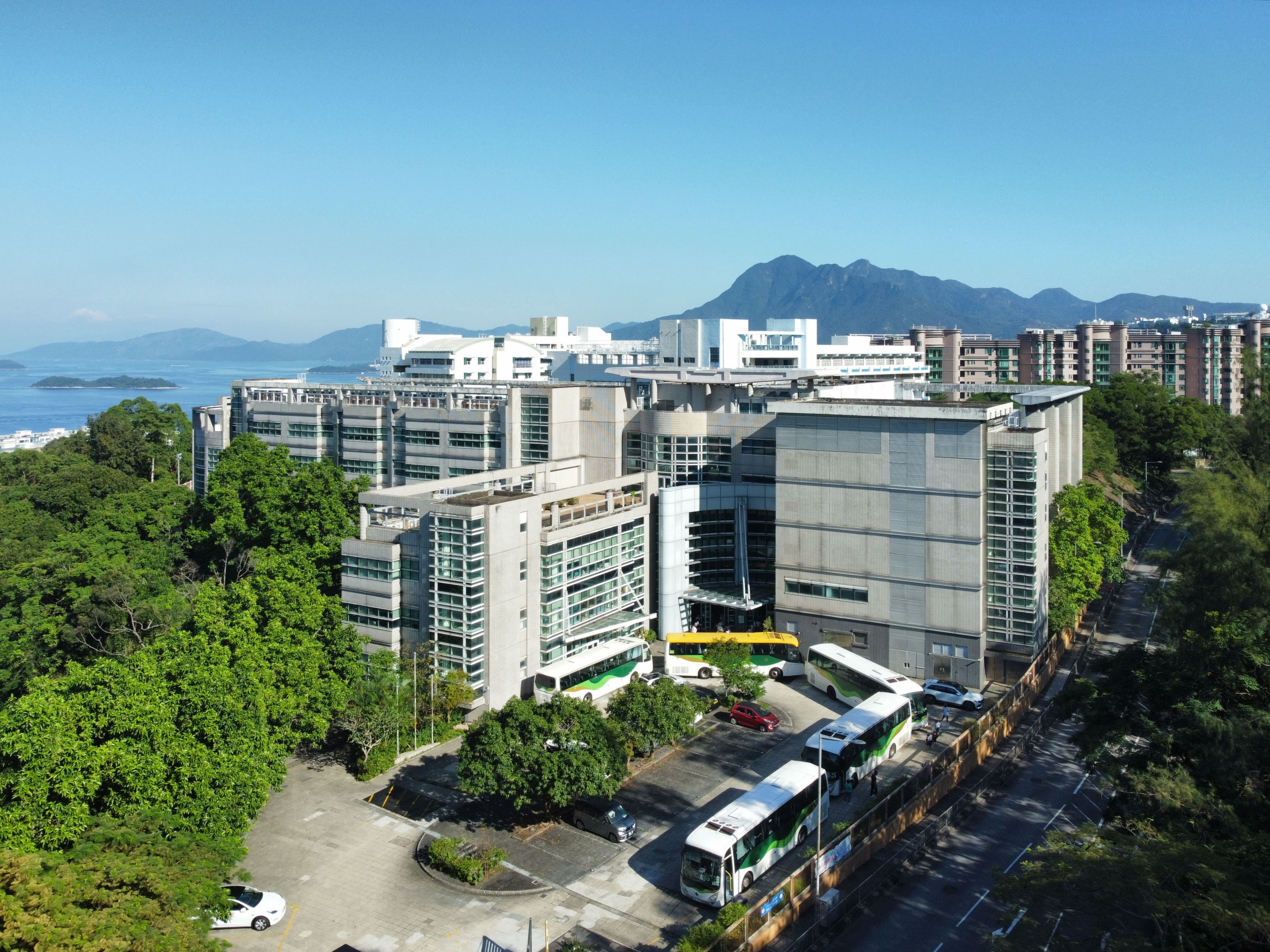
大埔校國際學級

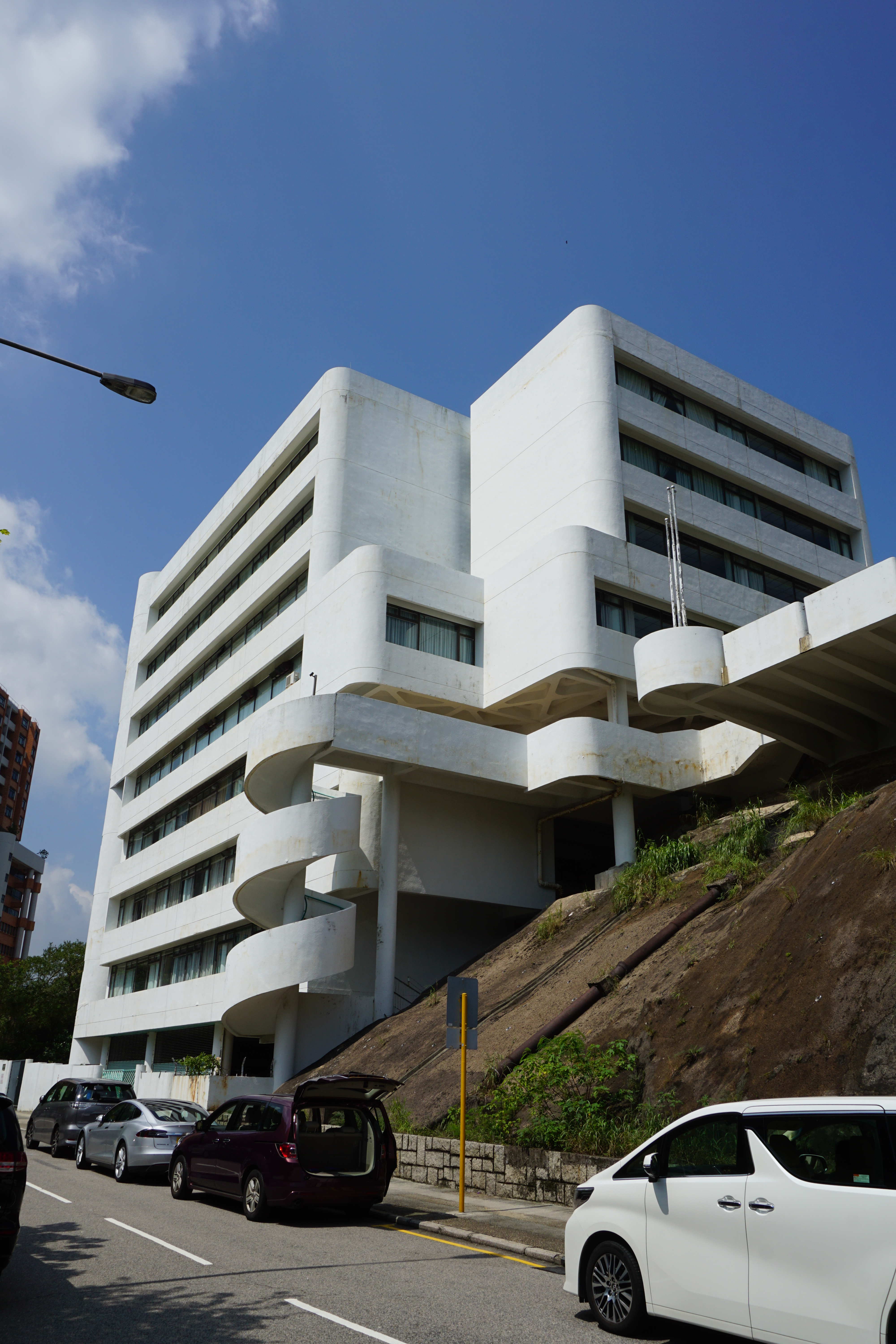
香港日本人學校中學（初中）部舊校址（闭校）

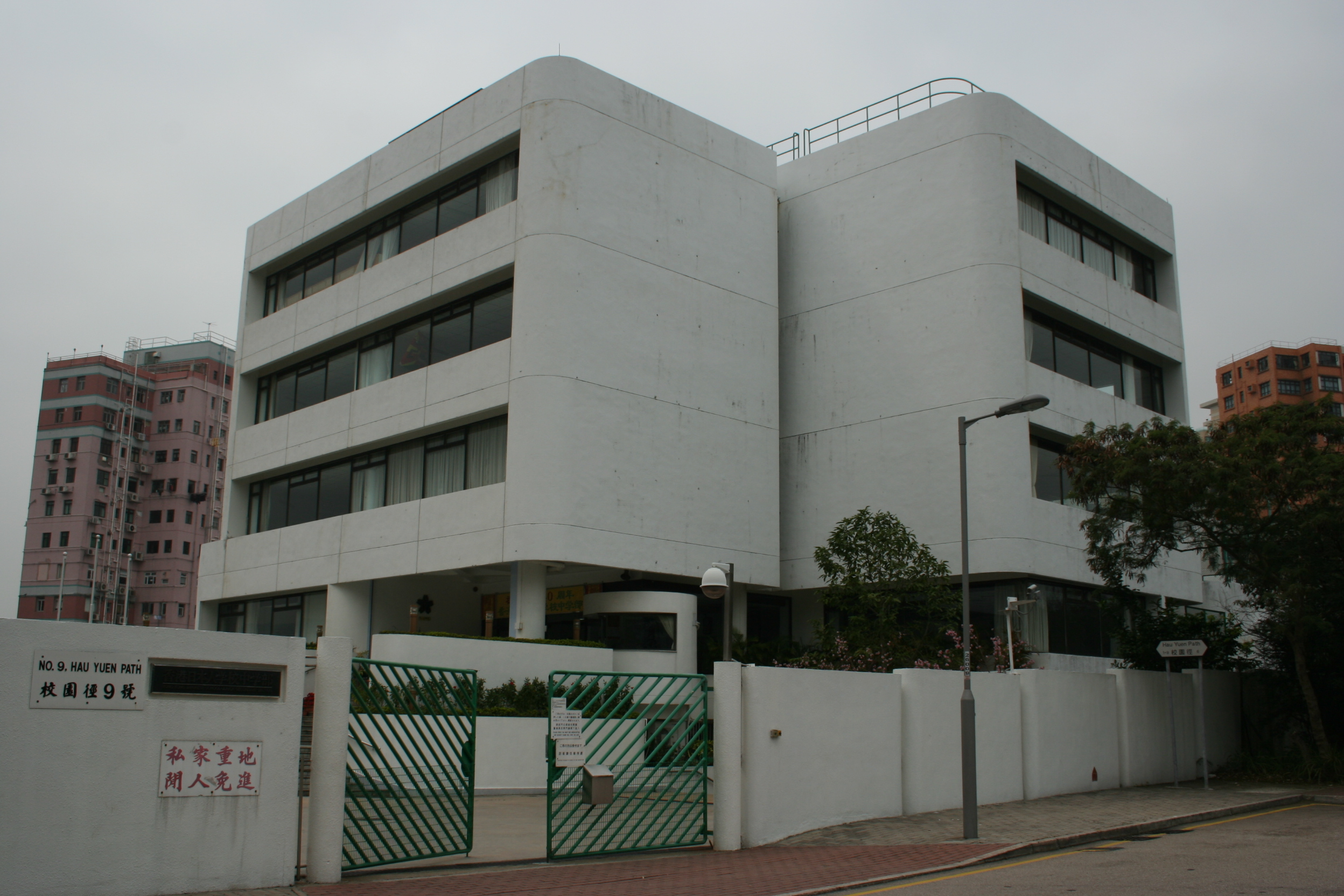
中學（初中）部入口（闭校）

香港日本人學校（日语：／ Honkon Nihonjin gakkō */?）是一間在香港的日本人學校。

## 簡介
香港日本人學校有限公司（英語：Hong Kong Japanese School Limited）源自日本政府的日本政府的海外子女教育政策，為在香港居住的日本人提供教育，是一間私人學校，已在教育局註冊，同時受日本文部科學省監督。該教育機構在同一時間創辨以下三個學校：
- 香港日本人學校香港校小學部
  - 香港藍塘道157號

- 香港日本人學校大埔校
  - 香港新界大埔大埔公路4663號[2]

- 香港日本人學校香港校中學部
  - 香港藍塘道157號

## 學童人數
該校的學生人數有1,556人，是日本領土以外最大的日本學校之一。在20世紀90年代，3所學校的人數總和約有2100人。在20世紀70年代，日本公司積極開展在亞洲的業務，有些則會在香港設立分公司。由於在香港工作的日籍員工家屬可享有的福利，因此亦吸引日本人來港工作。因為大部分兒童會隨父母海外移民而來港入學令學生迅速增加。由於2003年SARS的影響，香港日本人學校學生人數減少。而目前移民香港的日本人，其孩子大多都會隨父母海外移民而來入學。
大埔校和香港校都有小学部，住在香港島學童會在香港校就讀，九龍和新界的學童，原則上會就讀大埔校，而香港人亦可就讀。

## 概要

### 香港校小学部
香港校於1974年12月16日建立。校舍於2010年代初翻新，期間暫時搬到九龍清水灣道12號五邑甄球學校舊址，2013年9月改裝完成遷回開學。

### 香港校中学部
中学部於1982年8月11日創立，舊校址位於香港北角校園徑9號。
因學生人數不足，中學部於2018年3月底，搬到了小學部（香港校）的校舍。至於舊址則於交還政府後曾用作香港警察學院訓練場地，直至2023年12月尾才納入新一輪國際學校校舍分配，並由漢基國際學校投得，用作擴展該校校舍。

### 大埔校

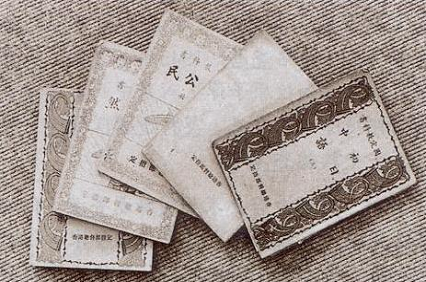
香港日佔時期的指定中小學教科書

大埔校正推行的課程指引中包括文化、體育、科學等科目都是與日本其他普通學校相同，每星期亦有定時數量的國際英語會話班，由外籍導師任教。日本政府會派遣文部省學校的實習教師到海外的日本人學校（包括香港日本人學校），原則為期三年。除了這個以外，學校還會根據需要增加一位以英語為母語的英語會話班教師。
大埔校位於大埔公路近鹿茵山莊，但該處與市區有一定距離，而學童居住地方廣泛，因此很多人都會使用校車上學。校車提供固定路線，在不同地區均設有校車站。

## 沿革

### 歷史
現在的香港日本人學校成立於1966年，以前居住在香港的日本兒童也有教育設施，可以追溯到1907年（明治40年）建立香港本願寺小學、二戰期間（1945年）關閉的香港公立學校。然而，香港日本人學校和這些學校設施沒有直接的關係。
- 1961年（昭和37年）香港日本人俱樂部的補習教育開始。
- 1965年（昭和40年）11月2日 - 日本駐香港總領事館領事官佐佐淳行（日语：佐々淳行）在館內設立香港日本人學校準備委員會。
- 1966年（昭和41年）5月1日 - 香港島銅鑼湾的希慎道分校開校。当初小学部開校時兒童總数70人，教職員10人。
- 同年10月14日 - 開校禮舉行。
- 1967年（昭和42年）2月22日至2月24日 - 文化大革命影響的六七暴動發生，臨時休校3天。
- 同年4月 - 前年度的小学6年級生升讀中學，新設中學部。
- 1970年（昭和45年）3月20日 - 開校当初實行的訂購午餐計劃因學生人數不足取消。
- 同年5月2日 - 幼稚園部新設、開學禮舉行。
- 1971年（昭和46年）4月12日 - 學生人數増加，要借附近剛停辦的嶺英中學校舍，一部（幼稚園部、小学1、2年）到該處上課。同年5月10日，設立香港日本人学校新校舍建設準備委員会。
- 1972年（昭和47年）3月10日 - 中学部首屆畢業禮舉行。畢業生3人。
- 1973年（昭和48年）10月15日 - 香港島藍塘道（現在的香港校小学部所在地）的新校舎開始建築，地上3層，地下1層。
- 1974年（昭和49年）12月16日 - 新校舍開始使用。
- 1978年（昭和53年）7月31日 - 校舍4樓部分的増建工程開始，1979年（昭和54年）4月11日竣工。
- 1981年（昭和56年）5月 - 香港島北角寶馬山（現在中学部所在地）的中学部新校舍開始建築。
- 1982年（昭和57年）8月11日 - 中学部新校舍竣工。同月27日、新校舍開幕。
- 1986年（昭和61年）3月31日 - 幼稚園部取消。
- 1988年（昭和63年） - 小学部（現在香港校小学部）増建開始。増加普通教室16教室、職員室、校長室、体育館等。
- 1989年（平成元年） - 小学部新校舎竣工。3月畢業禮舉行。
- 同年 - 發生六四事件，中学部2年級生的北京修学旅行因此中止。
- 1997年（平成9年） - 大埔校開校。
- 2012年（平成24年） - 香港校小学部校舍裝修，該校搬到九龍坪石邨前五邑甄球學校上課。

### 歷代校長
所有校長均由文部科學省任命，任期3年，期滿後一般不予續任。
香港校小学部
- 1 - 阿部信行
- 2 - 鈴木信男
- 3 - 風間隆
- 4 - 渡辺佑典
- 5 - 佐藤豊
- 6 - 丸山博
- 7 - 長尾潔
- 8 - 倉山久信
- 9 - 仕入栄二
- 10 - 木戸忠志
- 11 - 小橋一隆
- 12 - 加来明博
- 13 - 原泰弘
- 14 - 今井忠男
- 15 - 浦幸子
- 16 - 南口研司
- 17 - 鈴木洋一

中学部
（第13任和小学部校長相同）
- 14 - 櫻井郁男
- 15 - 城間幹子
- 16 - 松丸晴美
- 17 - 佐藤亨

大埔校
- 1 - 中尾敦子
- 2 - 佐藤勉
- 3 - 上田龍之
- 4 - 淺木賢介
- 5 - 高尾稔

## 與學校相關的著名人士

### 校友
- 藤森慎吾（1998年香港校高中畢業）

### 其他
- 小椋佳：作曲家，有份為大埔校校歌作曲及填詞
- 佐佐淳行：1965-68年出任日本駐港總領事，期間有份促成此校的建立
- 松田多啦

## 扩展阅读
日語：
- 小島 勝. "香港日本人学校の動向と香港本願寺[永久]" (Archive). 佛教文化研究所紀要 (Bulletin of Buddhist Cultural Institute), 龍谷大學. 43, A42-A61, 2004-11-30. See profile （页面存档备份，存于） at CiNii.
- 大崎 博史 (国立特殊教育総合研究所教育相談部). "中国・広州日本人学校,香港・香港日本人学校小学部香港校,台湾・台北日本人学校における特別支援教育の実情と教育相談支援" ( （页面存档备份，存于）). 世界の特殊教育 21, 57-63, 2007-03. 独立行政法人国立特別支援教育総合研究所 (National Institute of Special Needs Education). - See profile （页面存档备份，存于） at CiNii.
- 今田 好彦. "香港日本人学校[]" (subscription required). アジア經濟旬報 (963), 1-2, 1975-02-21. 一般社団法人中国研究所 (Institute of Chinese Affairs). See profile at （页面存档备份，存于） CiNii.
- 鈴木 哲明 ((現)福島県郡山市立桃見台小学校:香港日本人学校). "世界に羽ばたく国際人の育成 : 香港日本人学校での実践(第3回教育研究大会報告)[永久]" (Archive). 創大教育研究 14, 37-39, 2005-03. 創價大學. See profile （页面存档备份，存于） at CiNii.
- 中野 佐江子 (香港日本人学校小学部香港校) and 小林 倫代 (国立特別支援教育総合研究所教育研修情報部). "香港日本人学校における特別支援教育の実際 : 児童一人ひとりに応じた支援・指導を目指して" ( （页面存档备份，存于）). 国立特別支援教育総合研究所教育相談年報 31, 13-18, 2010-06. 独立行政法人国立特別支援教育総合研究所 (National Institute of Special Needs Education). - See profile （页面存档备份，存于） at CiNii.
- 高羅 富彦 (大阪府松原市立松原東小学校・香港日本人学校大埔校(前)). "香港日本人学校大埔校での教育実践(第4章国際理解教育・現地理解教育)." 在外教育施設における指導実践記録 28, 63-65, 2005. 东京学艺大学. See profile （页面存档备份，存于） at CiNii.
- 丸山 実子 (日本人墓地通して歴史を学ぶ--清掃で奉仕精神育てる授業がスタート 香港日本人学校小学部・香港校). 内外教育 (5223), 6, 2001-08-03. 時事通信社. See profile （页面存档备份，存于） at CiNii.
- 椛沢 克彦 (欧米インター校と張り合う「一校両制」の香港日本人学校). 時事評論 31(3), 16, 1999-06. 外交知識普及会. See profile （页面存档备份，存于） at CiNii.